# 上马蒙区
上马蒙区（俄语：Верхнемамонский район）是俄罗斯联邦沃罗涅日州下辖的一个区，其行政中心为上马蒙。据2016年统计，该区的人口为19439人。